# 锡鲁埃洛斯-德塞尔韦拉
锡鲁埃洛斯-德塞尔韦拉（西班牙語：Ciruelos de Cervera）是西班牙卡斯蒂利亚-莱昂布尔戈斯省的一个市镇。总面积38平方公里，总人口146人（2001年），人口密度4人/平方公里。